# Diarthrodes tumidus
Diarthrodes tumidus är en kräftdjursart som först beskrevs av Brady 1910.  Diarthrodes tumidus ingår i släktet Diarthrodes och familjen Thalestridae. Inga underarter finns listade i Catalogue of Life.